# 天皇寺 (坂出市)
天皇寺（てんのうじ）は、香川県坂出市西庄町八十場にある真言宗御室派の寺院。山号は金華山（きんかざん）、高照院（こうしょういん）と号す。本尊は十一面観世音菩薩。四国八十八箇所第七十九番札所。
- 本尊真言：おん まか きゃろにきゃ そわか
- ご詠歌：十楽（じゅうらく）の浮世の中をたずねべし　天皇さえもさすらいぞある
- 納経印：当寺本尊、奥之院摩尼珠院

## 概要
境内は崇徳上皇を祀っていた白峰宮に隣接し、白峰宮が崇徳天皇社であったときその別当寺であった。現在は、崇徳上皇を祀ってはいないが歴史的経緯から天皇寺の名称を持つ。また、過去の経緯から院号の高照院で呼ばれていたこともある。

## 歴史
伝承によれば、古代に南海の大魚を退治しに向かった讃留霊王ら88人の兵士が大魚に船を呑まれて倒れたとき、横潮明神が金山の麓にある泉の水を持ってあらわれ、その水を兵士に飲ませた。すると、全員が命を吹き返して助かったという。それからこの泉は「八十場（やそば）の霊水」と呼ばれるようになったという。（弥蘇波から転じたとの説もある）
その後、寺伝によると、天平年間に行基は、カナヤマビメとカナヤマビコが鎮座する金山に薬師如来を本尊とした堂宇を開創した。さらに後、空海（弘法大師）が八十場の泉を訪れたとき、金山権現の化身である天童が現れ閼伽井を汲み大師に給仕し、この山の仏法を守るようにと宝珠を預けた。大師はこの宝珠を嶺に埋め、荒廃していた堂舎を再興し、その寺を摩尼珠院妙成就寺（まにしゅいん みょうじょうじゅじ）と号した。
また大師は、その霊域にあった霊木で本尊十一面観音、脇侍阿弥陀如来、愛染明王の三尊像を刻造して安置した。そして、金山ノ薬師は札所となり、それらの霊験著しく七堂伽藍が整い境内は僧坊を二十余宇も構えるほど隆盛した。
時代は下って、崇徳上皇は、保元の乱（1156年）で敗れ讃岐国に配流となり、最初の約3年は雲井御所で過ごし、その後、情勢の変化により厳しく管理するため当所に移され、約6年余り幽閉された後の長寛2年（1164年）旧暦8月26日に崩御した。上皇の亡骸の処遇について京から返事の使者を待つあいだ、金棺を冷たい八十場霊泉に浸し、清水をかけ続けたところ、21日間過ぎたのちも上皇の顔はまるで生きているごとくだったという。その間、霊泉から東へ約200 mの所にあった上皇の御所の辺りから毎夜神光が放たれ森が光ったという。やがて返事が届いて上皇は白峯山に葬送され旧暦9月18日山上で荼毘に付された。そして、二条天皇は、崩御の地に一堂を設けるよう沙汰を下しており、上皇が最期に住んだ終焉の地であり神光が光った上皇の魂が宿る御所跡である当所に、霊を鎮めるためその年の内に御廟が建てられた。また、寛元2年（1244年）後嵯峨天皇の宣旨により崇徳天皇社は再建され、摩尼珠院はその別当職に任じられ崇徳院永代供養の寺という役割を担わされた。そして、いつの頃か札所は金山ノ薬師から崇徳天皇社とその別当摩尼珠院となった。ゆえに人はみな摩尼珠院は「天皇寺」と呼び、崇徳天皇社は「天皇さん」と親しまれるようになった。また、このあたりを「天皇」という地名で呼ぶようになったが、恐れ多いので「八十場の霊水」から名をとり、現在は「八十場」と呼んでいる。江戸時代末期の納経帳には「奉納経 本尊十一面観音 崇徳院御鎮座所 讃州 摩尼珠院」と版木押しに十六八重菊の御紋の朱印がされている。
明治維新直前、明治天皇の宣旨により崇徳院御霊は京都白峯宮へ戻され、崇徳天皇社は崇徳上皇を祀ることを廃止し白峰宮と改名された。さらに、明治初年の神仏分離令により、神社境内にある寺院は移転か廃寺を迫るものであり、さらに寺請制度の寺院に新政府は厳しく、摩尼珠院は廃寺となった。ただ、初代神官には摩尼珠院主が赴任し、79番札所は筆頭末寺の奇香山仏乗寺高照院（約2 km北の林田町にあった）が引き継ぐことになった。その後、神仏分離令の嵐がおさまった明治20年（1887年）高照院は、摩尼珠院跡の現在地に天皇寺高照院として移転した。

## 伽藍

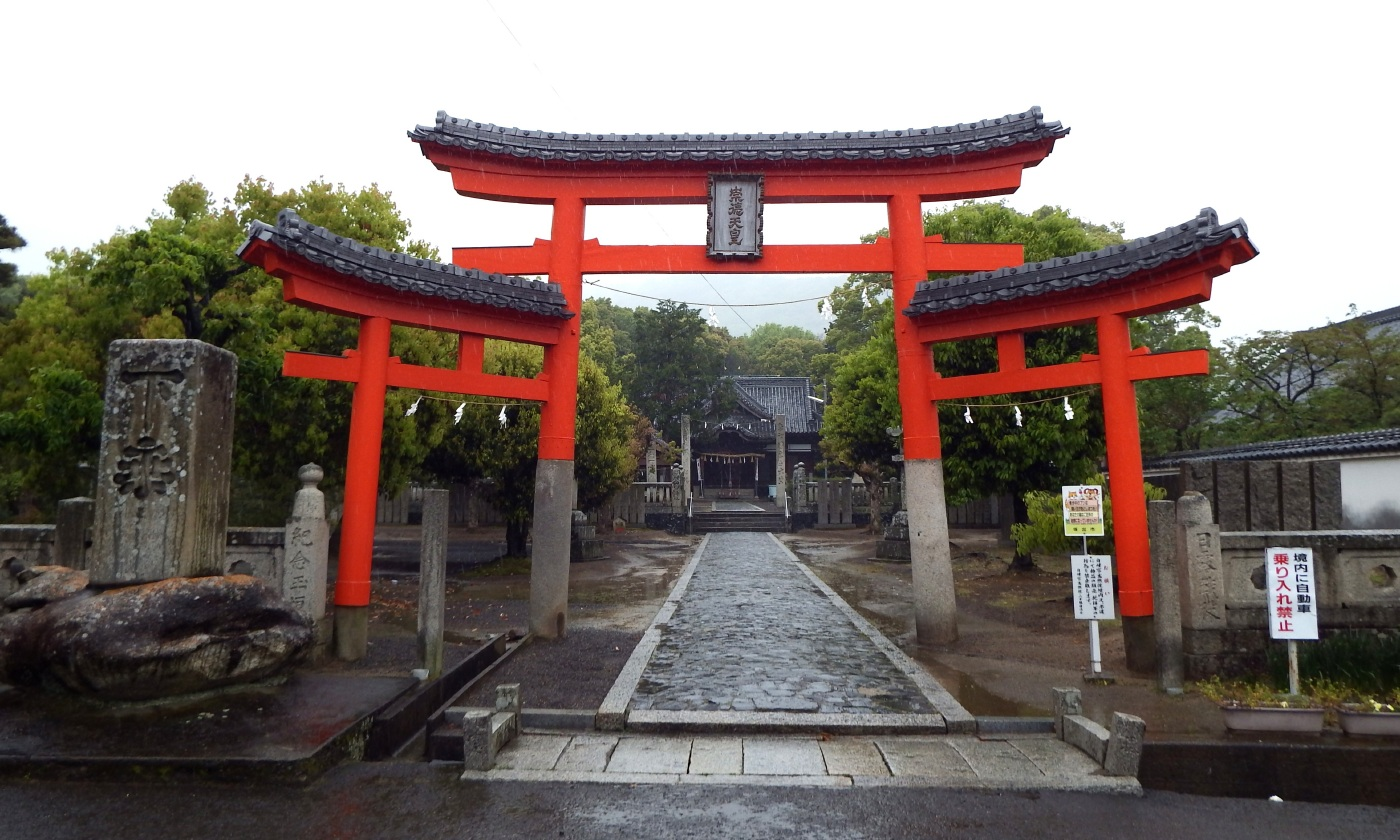
三輪鳥居

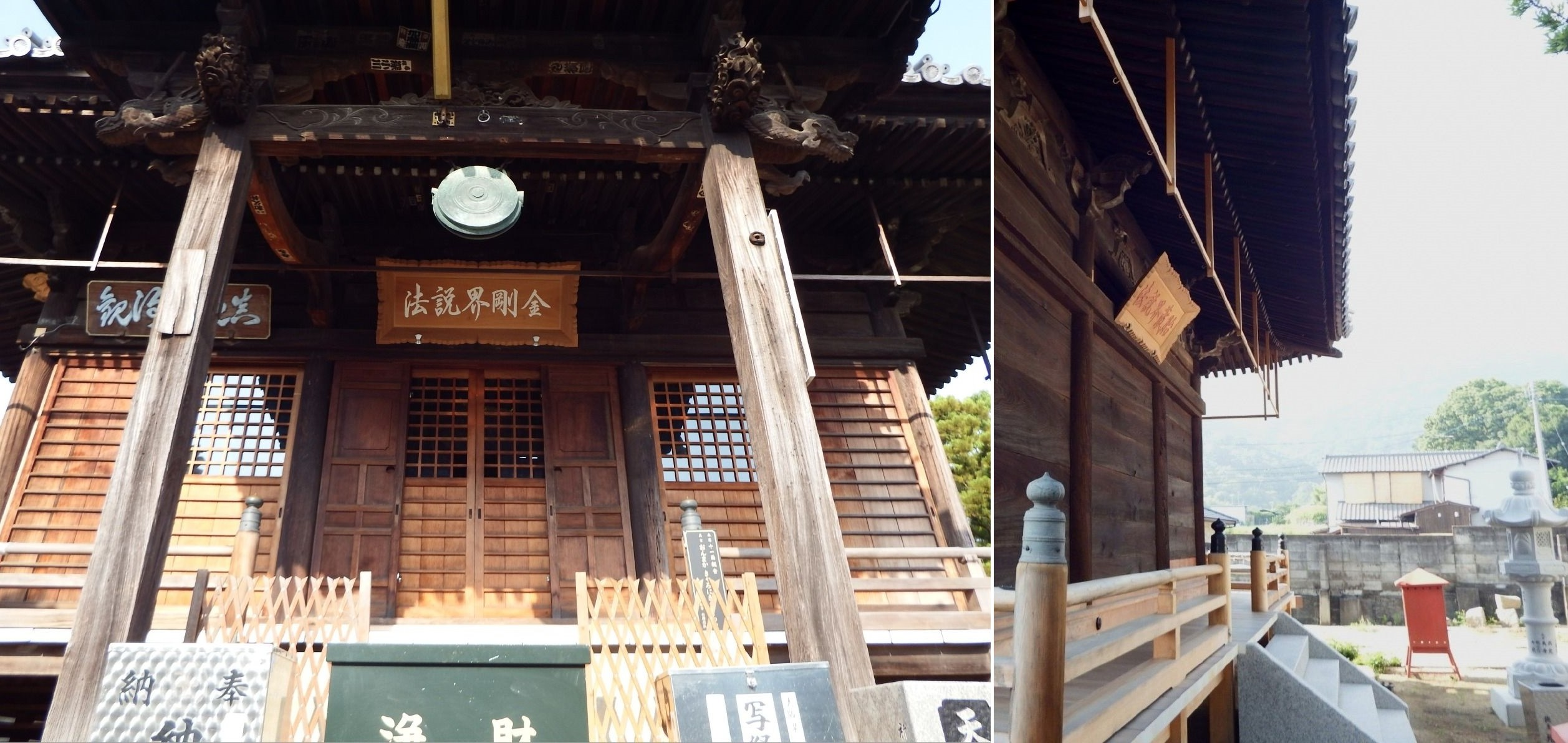
本堂の正面と背面

- 三輪鳥居：扁額は「崇徳天皇」[注釈 6]が掛かり、「享保19年（1734年）衆力合成惣 氏子中 現住 法言代」と柱に刻まれている。
- 本堂：2016年2月17日より1年間、本尊と脇仏日光月光菩薩は本坊にて御開帳された。本尊の中には伝弘法大師作の十一面観音が胎内仏として納められていると云われている。正面表には「金剛界説法」裏には「胎蔵界説法」の扁額が掛けられ、両方で参拝するようになっている。
- 大師堂：大師像の拝観は不定期、基本的には無し。

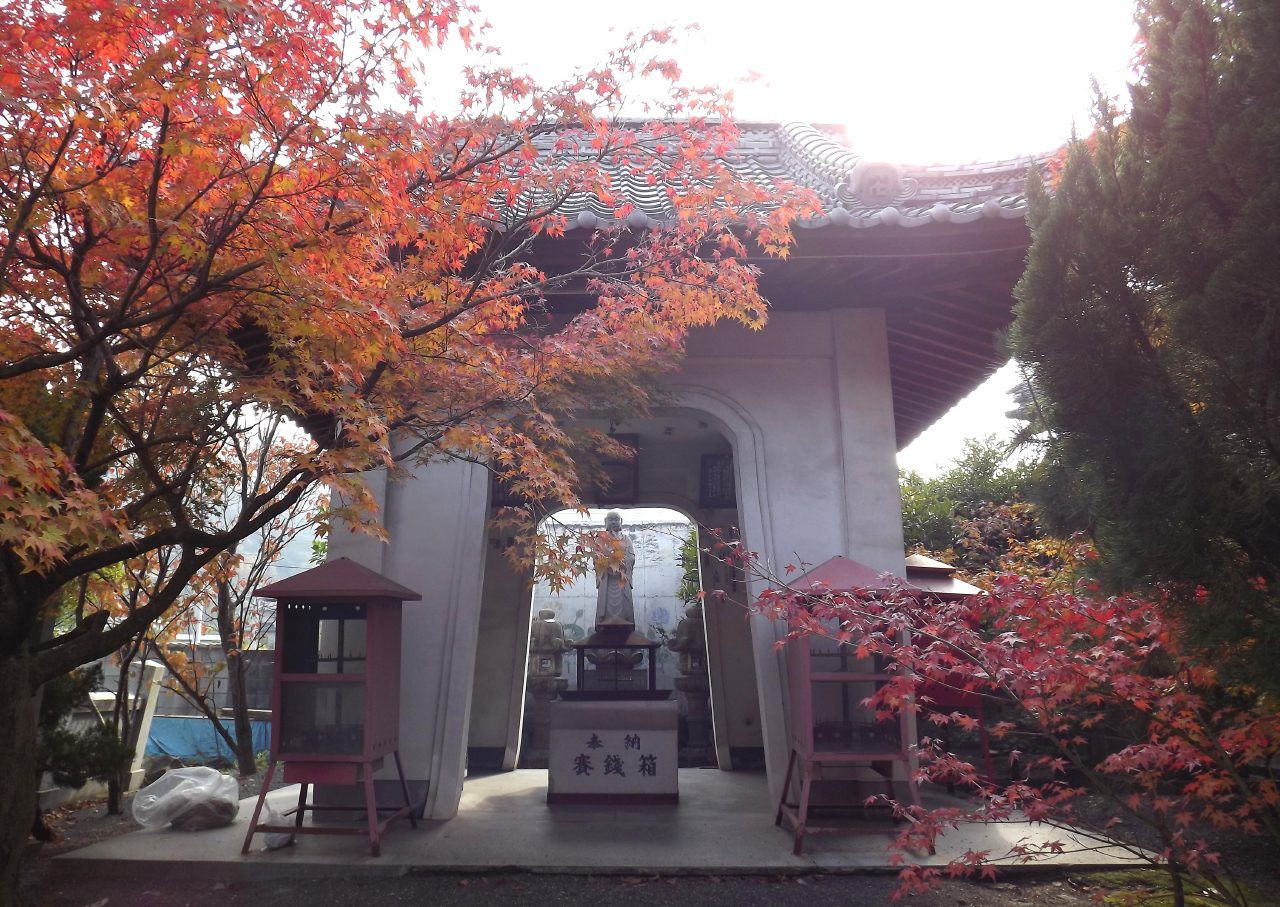
地蔵堂
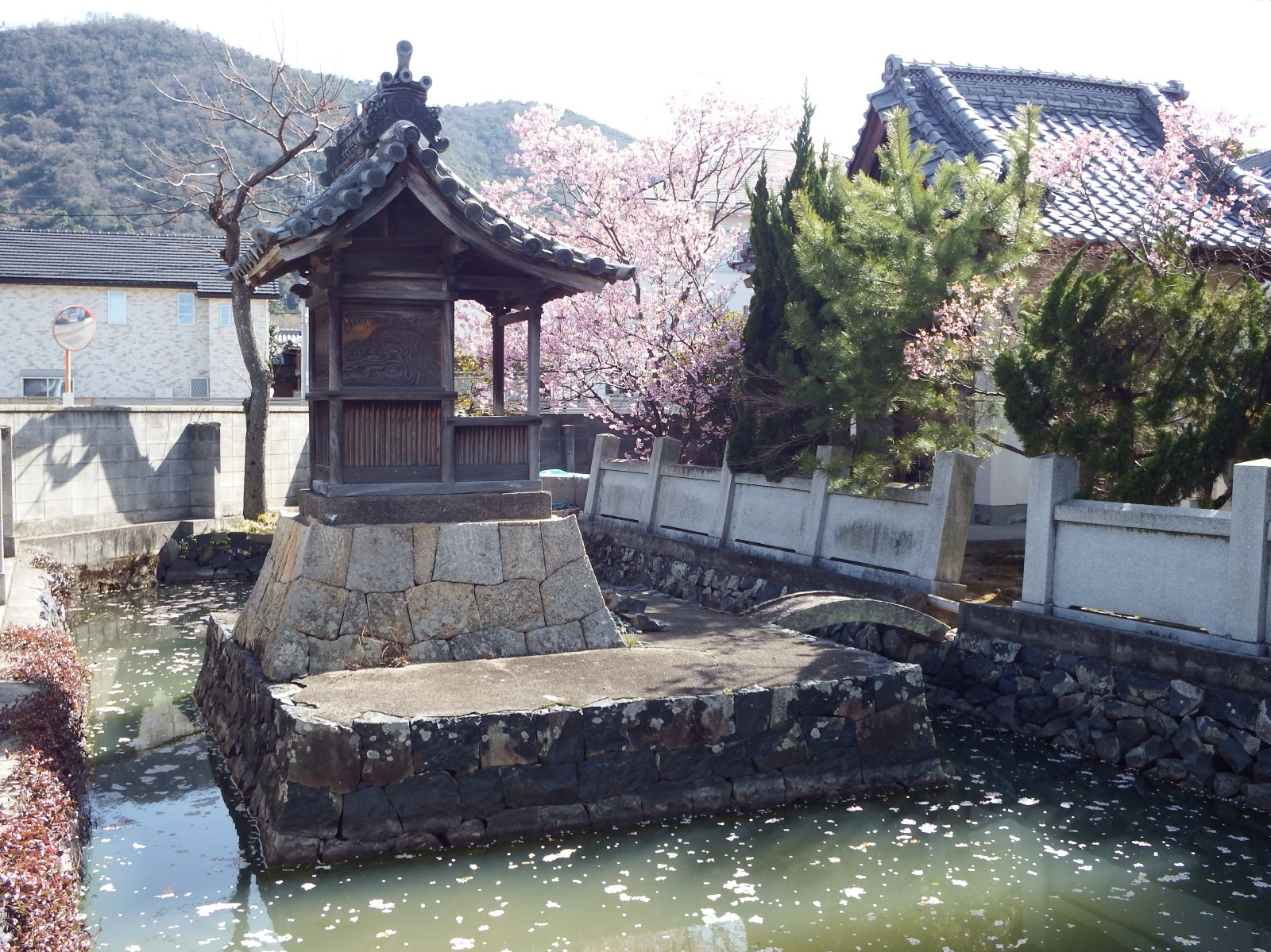
金比羅祠（大物主大神、そしてオオナムチノミコト）
- 摩尼珠院大師堂（神社側）
- 稲荷堂
- 茶堂
- 本坊
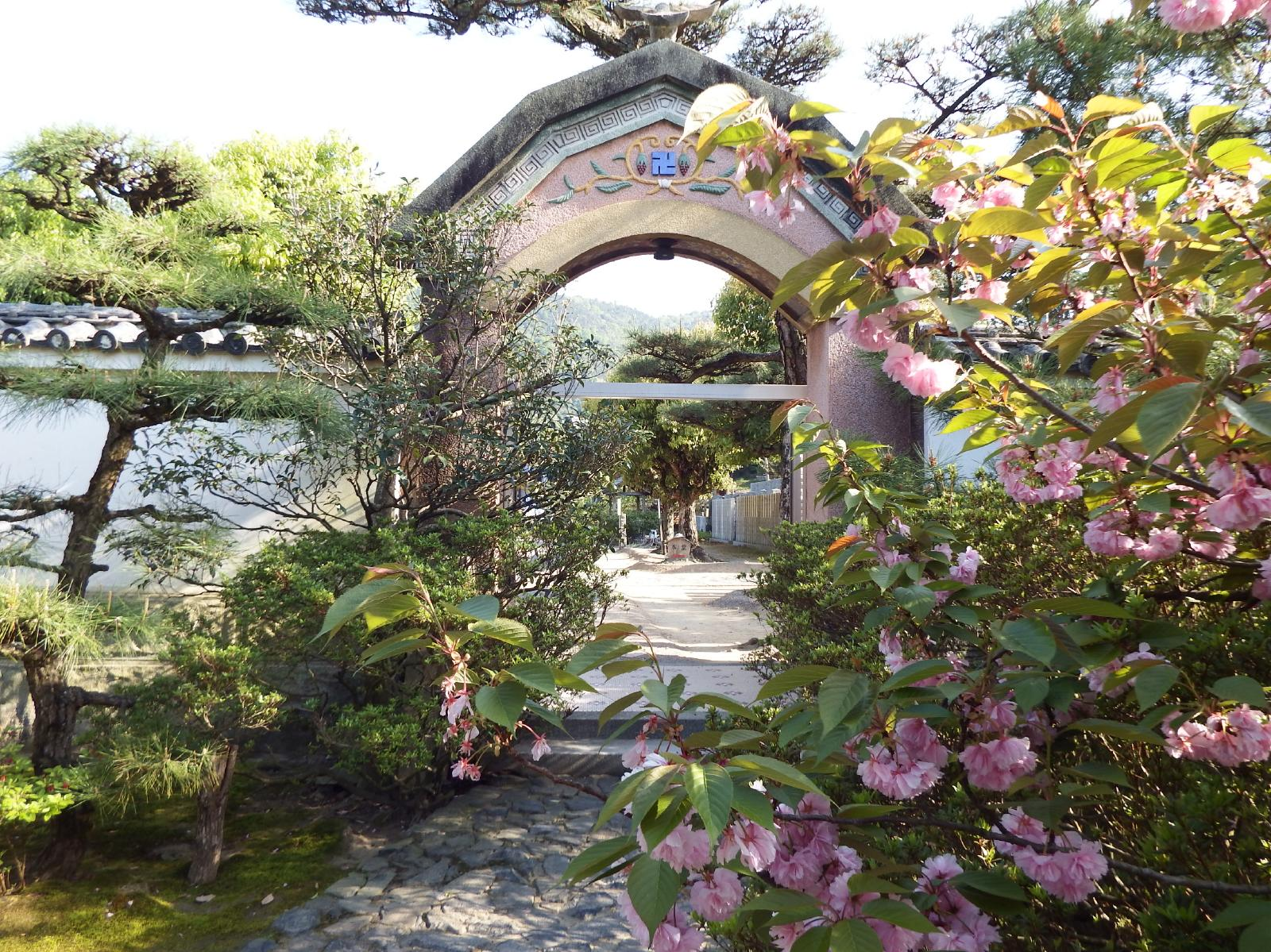
衛士坊の坂（えじぼうのさか）：三輪鳥居から塀沿いに北へ下る坂で、当地に幽閉された崇徳上皇を監視する国府の衛士が毎日この坂道を通っていた。
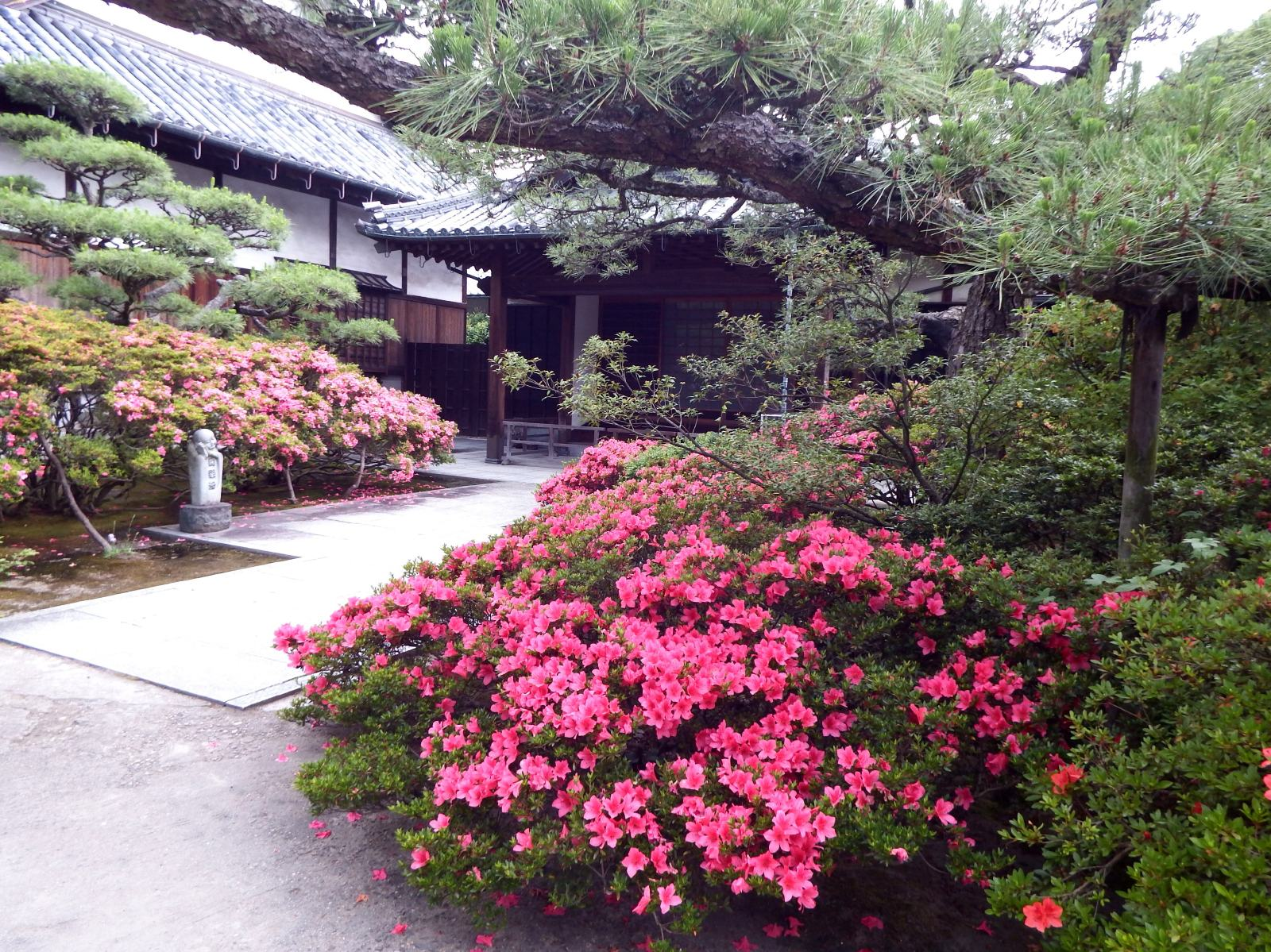
本坊
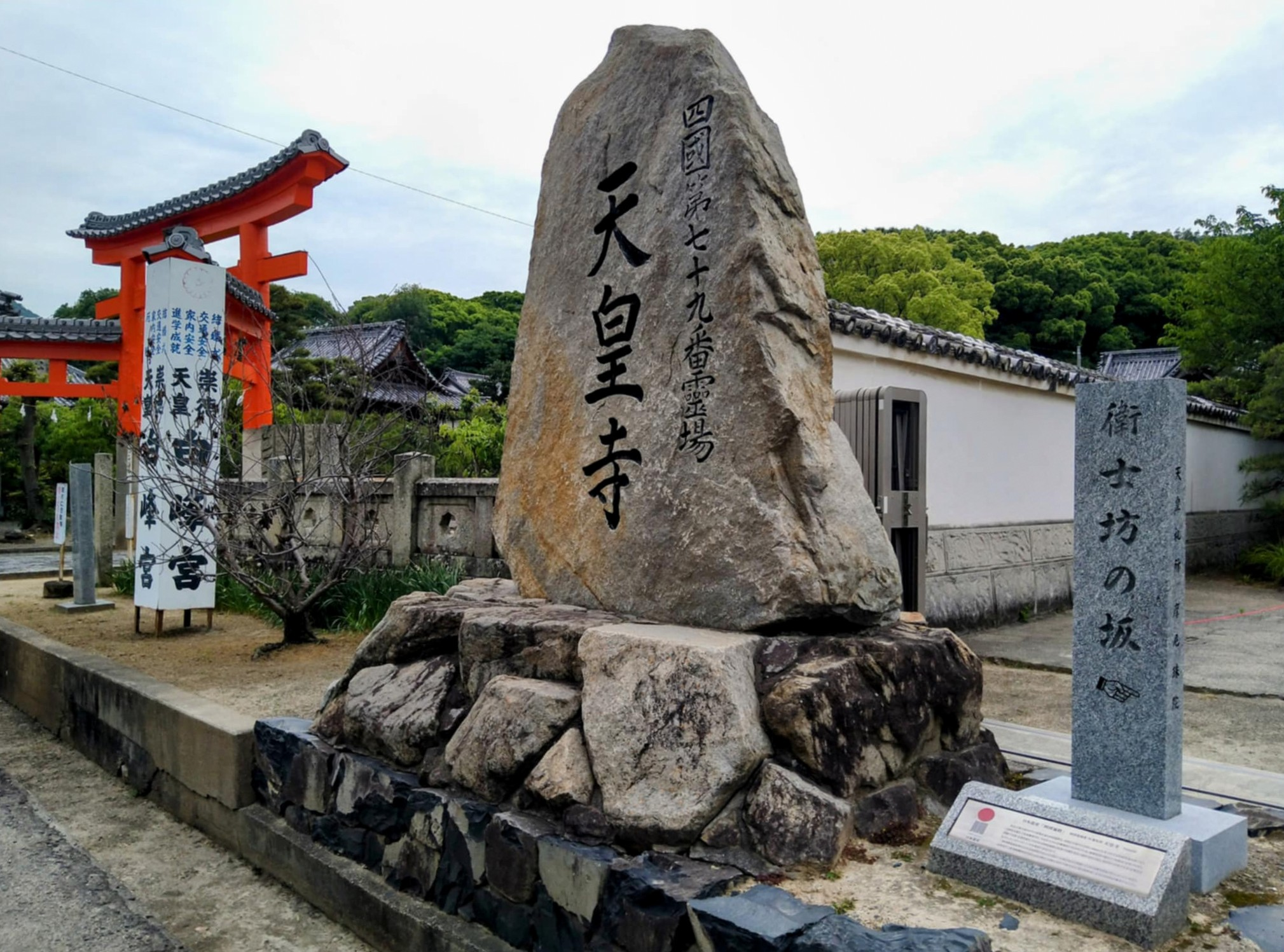
入口付近
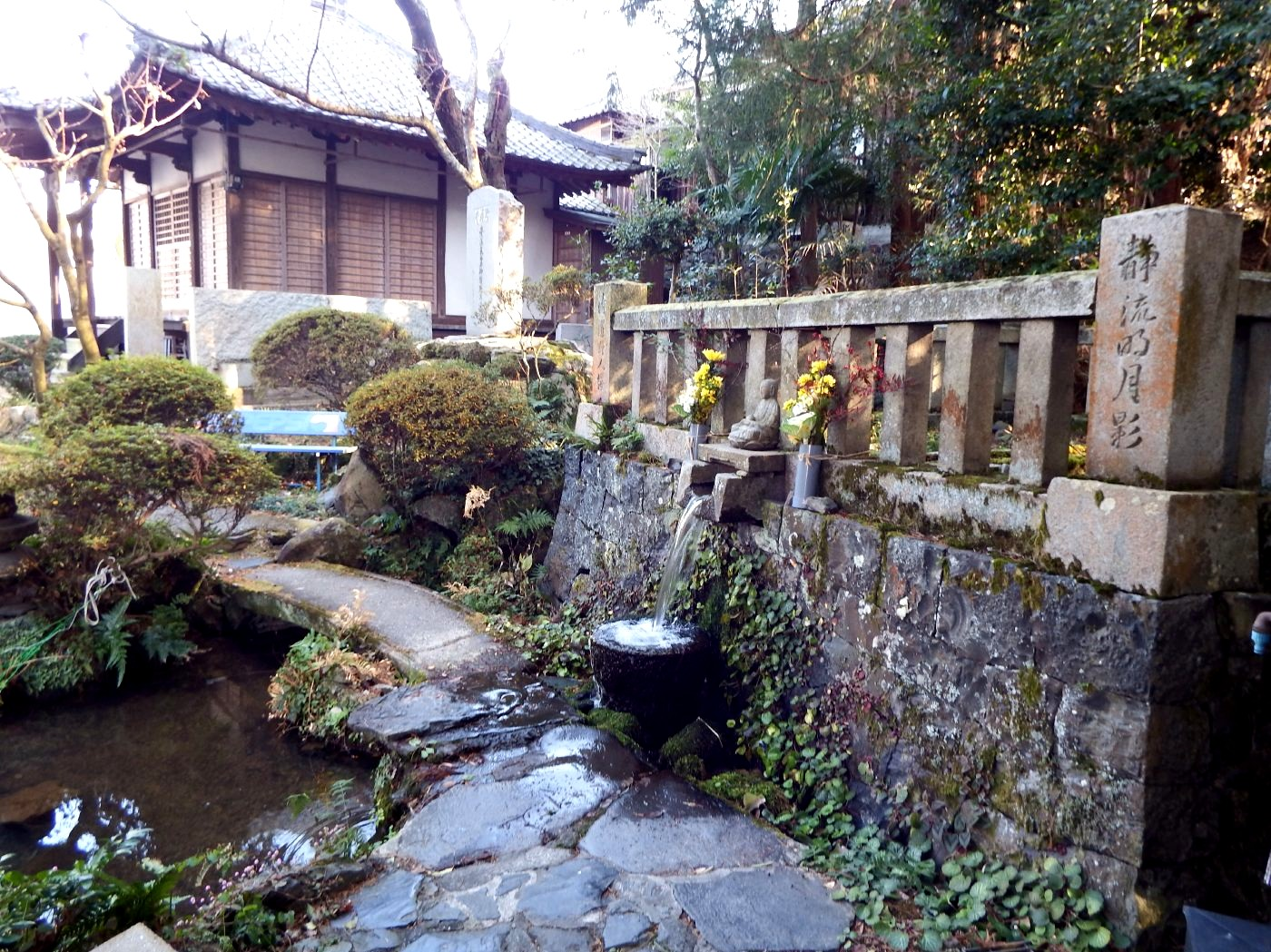
八十場の清水と地蔵堂

境外地
- 八十蘇場の清水（八十場野沢井）
- 弥蘇場地蔵堂

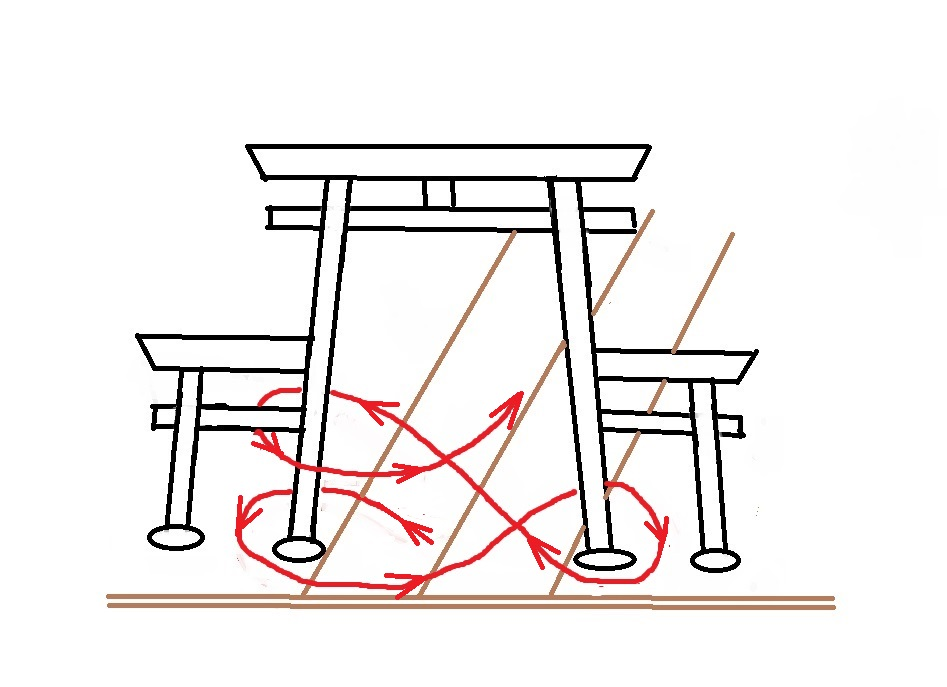
正式な通り方でご利益は３倍

四脚の赤い三輪鳥居をくぐり、正面奥は白峰宮であり、その手前を左に行くと天皇寺の本堂とその左に大師堂がある。先ほどの三輪鳥居を出て左から入って行くと本坊がありその右側に納経所がある。駐車場が本坊にあるために三輪鳥居をくぐらず境内を行き来する人達がいるため中門を閉鎖した。白峰宮本殿の向って右を通り境内を通り抜け裏に通ずる車道を500 mほど行くと八十蘇場の清水と地蔵堂がある。
- 宿坊：なし
- 駐車場：境内に普通車用が200円であり。

- 地蔵堂
- 金比羅祠
- 本坊から境内へのこの中門は閉鎖
- 本坊
- 入口付近
- 八十場の清水と地蔵堂

## 交通アクセス
鉄道
- 四国旅客鉄道（JR四国）予讃線 八十場駅 (0.4 km)

道路
- 一般道：香川県道33号高松善通寺線 八十場駅 (0.4 km)
- 自動車道：高松自動車道・瀬戸中央自動車道 坂出IC (5.4 km)

## 奥の院
瑠璃光寺（金山薬師）
八十場の泉から墓地の左側を約0.5 km上がりきったころ右に50 mほど進むと広い荒れた境内があり、八十場の泉の源泉地と云われている小さな池がある。
- 所在地：香川県坂出市江尻町 （瑠璃光寺）（瑠璃光寺 奥の院）
- 納経所の所在地（醍醐寺）：香川県坂出市西庄町 （醍醐寺）

北向き不動（城山不動滝）
廃寺跡であり、天皇寺の南1.5kmにある城山(きやま)山頂近くの滝の脇に北向き不動明王石像が鎮座している。その周辺には、不動明王石像が祀られた小さい岩窟があり、また、弘法大師像など数体の石像が祀られている。
滝は不動川となり、天皇寺の参道を横切って瀬戸内海にそそぐ。
- 所在地：香川県坂出市西庄町 （城山不動滝）
- 納経所：当寺（天皇寺）。明治以降廃寺となった摩尼珠院を偲ぶ人々によりこの地が守られていたので、金華山摩尼珠院の名で不動尊の納経をしている。

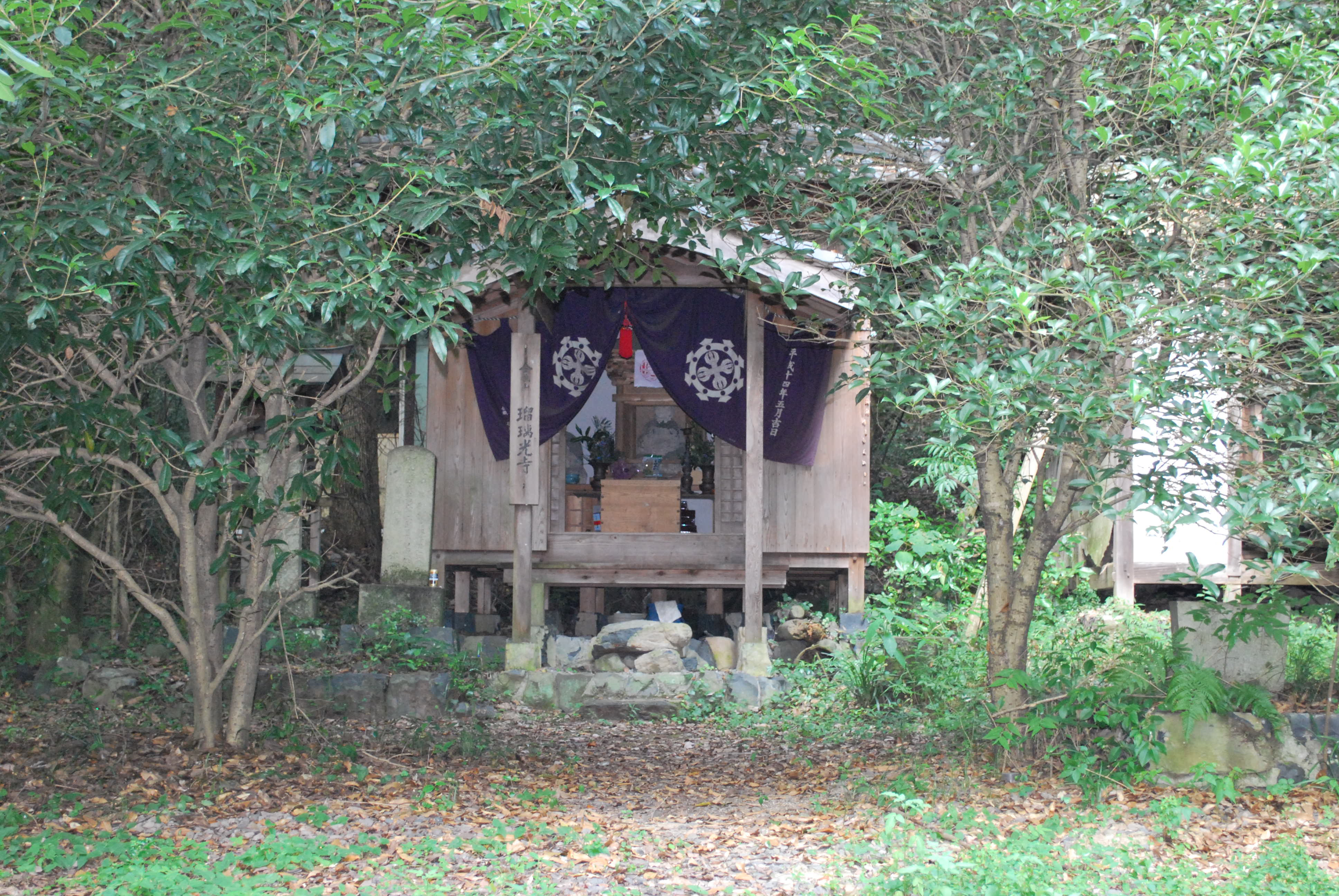
瑠璃光寺
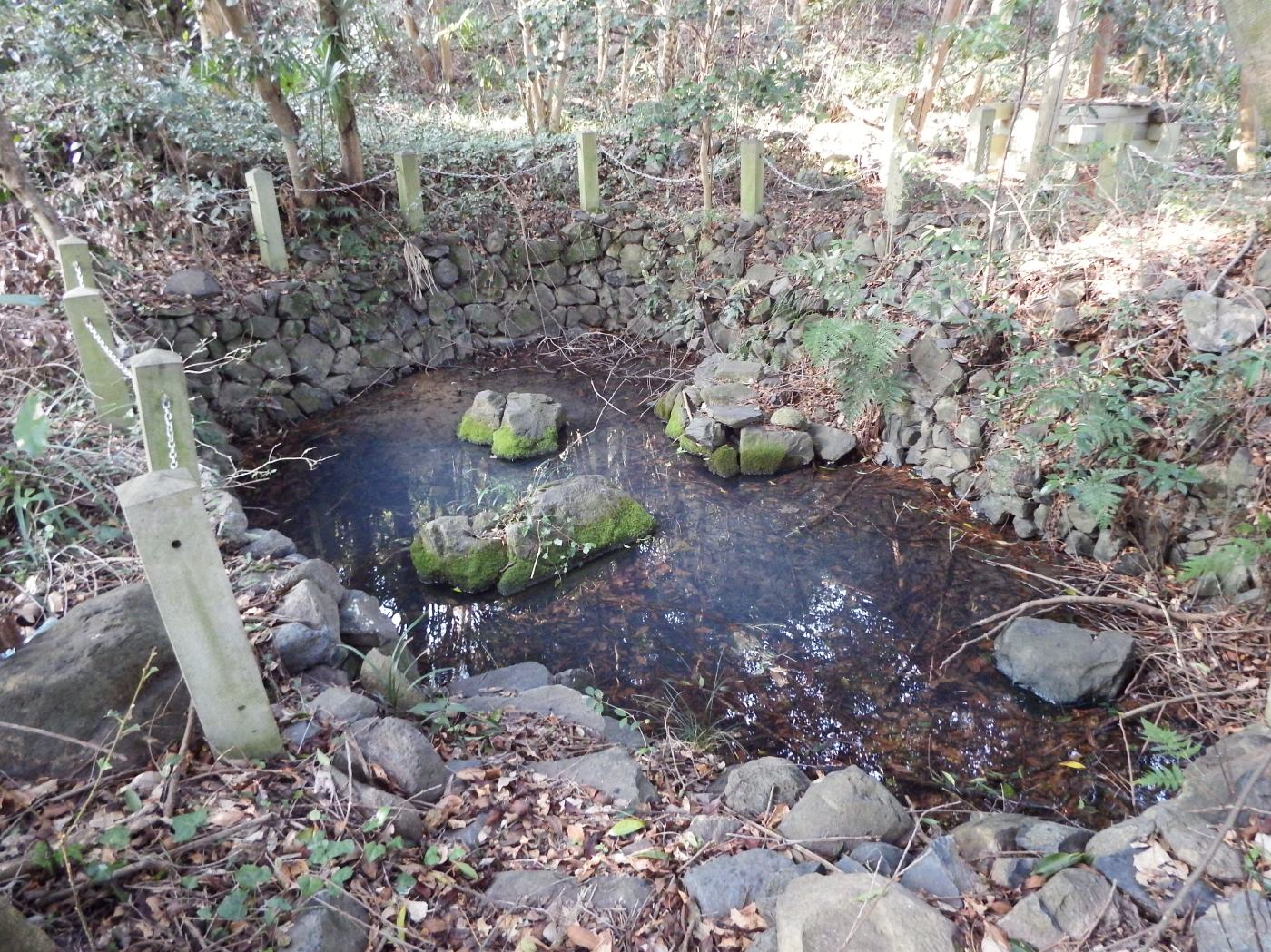
瑠璃光寺の境内の池
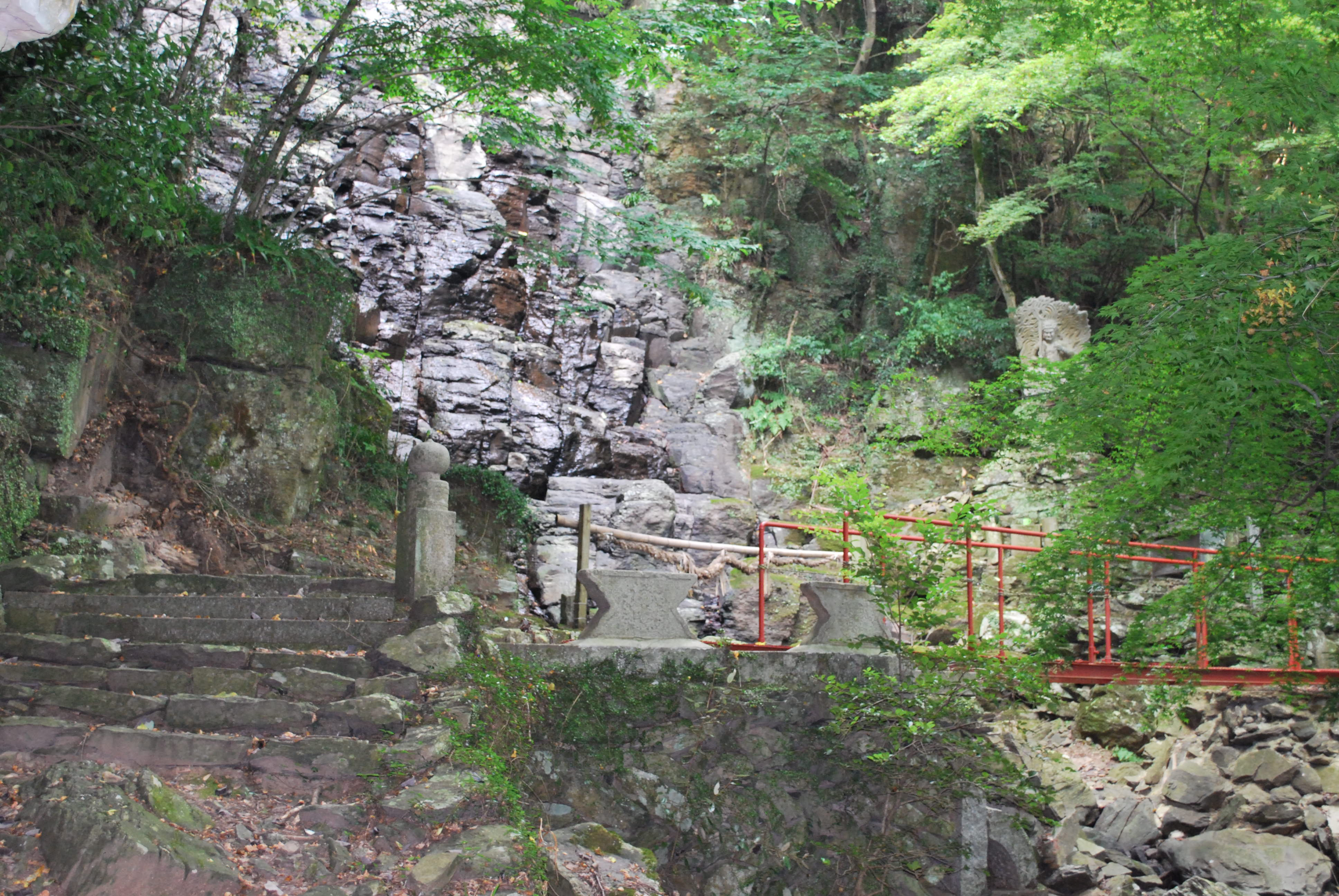
城山不動滝
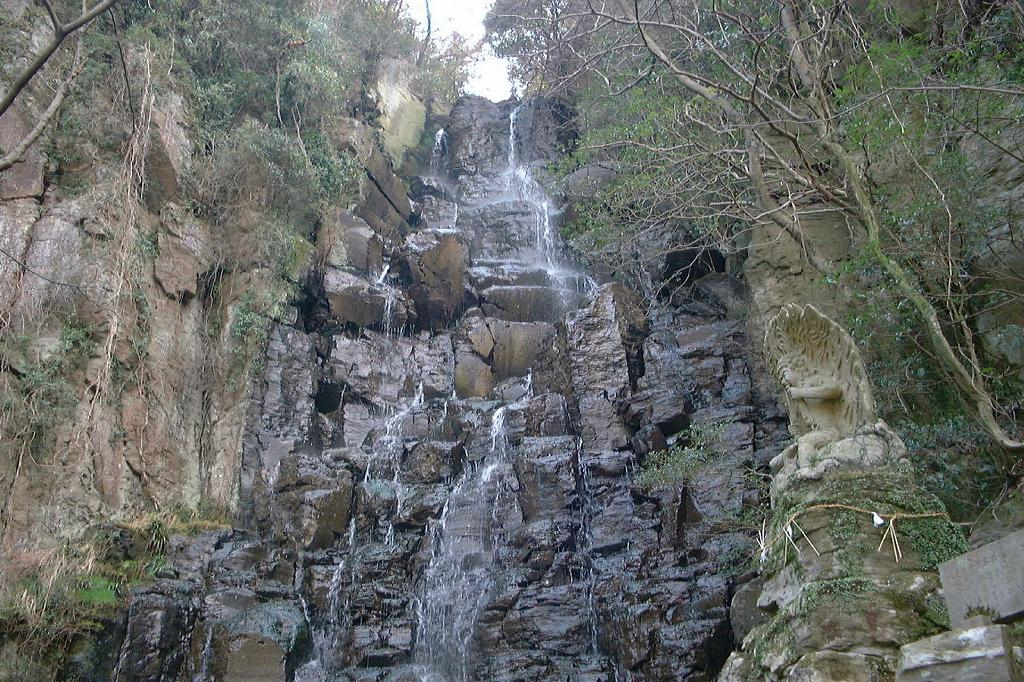
滝の脇には北向き不動

## 周辺の関連遺産

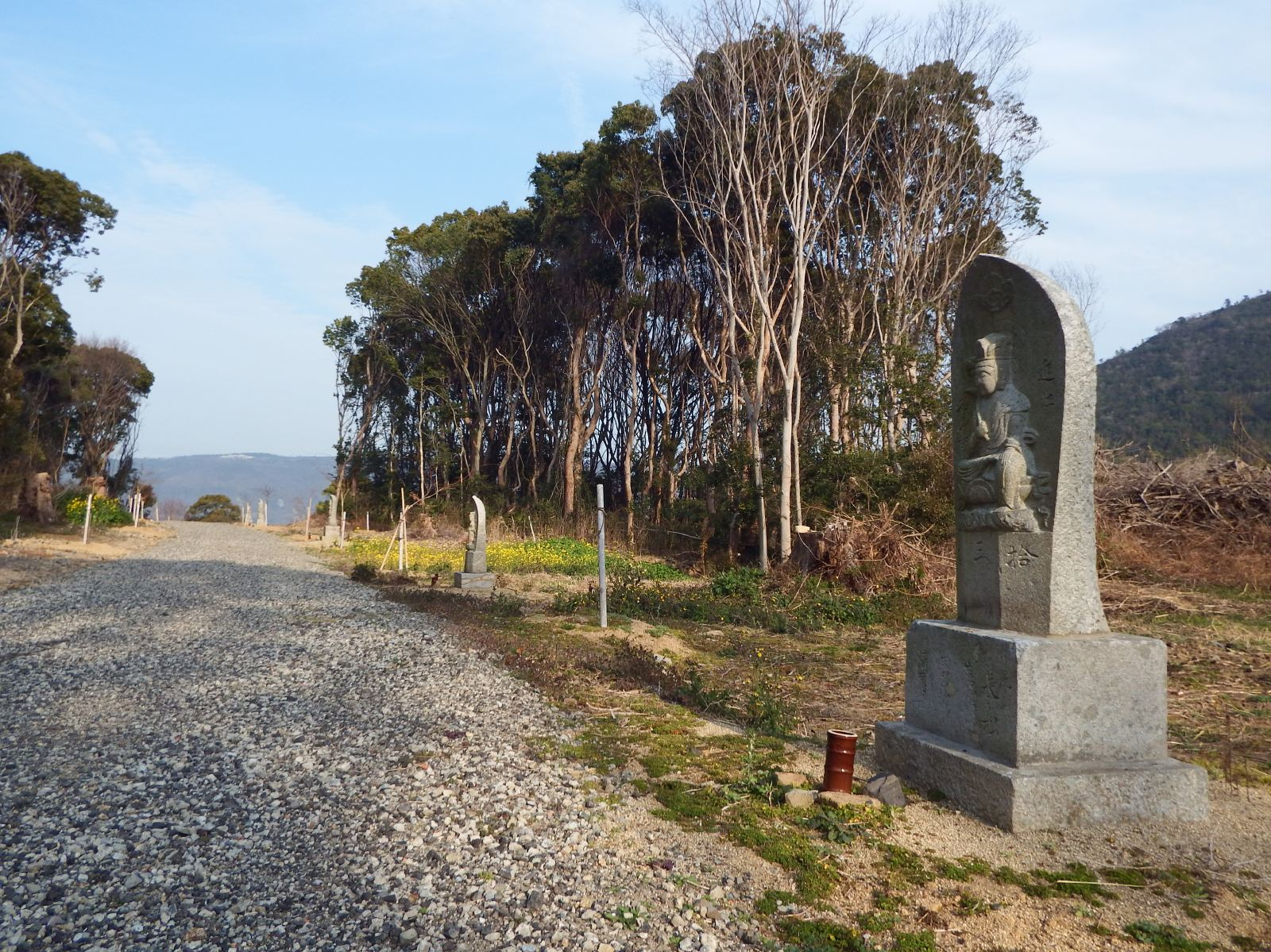
崇徳天皇彌蘇場道

西国三十三所石仏観音 崇徳天皇彌蘇場道
八十場の清水から白峰宮に至るこの道は古来より近隣住民の生活道であり、その沿道に西国三十三所の写し石仏が江戸時代末期に建立された。しかし、最近は藪化していたが、平成28年より2年をかけて近隣の人々により整備された。
岩根の桜
空海が修行をすると明星が出現したことから明星淵と呼ばれる淵と大岩があったとされる。また、崇徳上皇がこの桜の銘木が風に吹かれて散るのを見て「山高み岩根の桜ちる時は 天の羽衣はくかとそ見る」と詠んだと云われる。
- 所在地：香川県坂出市西庄町826 （岩根の桜）

## 前後の札所
四国八十八箇所
78 郷照寺 --(5.9 km)-- 79 天皇寺 --(6.6 km)-- 80 国分寺

## 脚註